# 늘보
늘보(본명: 김재진)는 대한민국의 리그 오브 레전드 프로게이머로 포지션은 서포터이다. 아이디는 Neulbo를 사용한다.

## 선수 생활
2016년 5월, 스타더스트에 입단하면서 프로 커리어를 시작했다. 2016 서머 시즌 팀의 챌린저스 포스트시즌 진출에 기여했다. 2016년 10월, 팀에서 퇴단했다.
2017년 6월, GC 부산 라이징 스타에 입단했다. 2018년 6월 11일, 팀에서 퇴단했다.
2019년 1월, MVP에 입단했다. 2019년 12월 MVP가 해체를 선언하면서 팀에서 퇴단했다.

## 소속팀
| # | 팀명                | 소속 기간             | 소속 리그 | 비고 |
| - | ------------------- | --------------------- | --------- | ---- |
| 1 | 스타더스트          | 2016.05.25~2016.10.06 | CK        |      |
| 2 | GC 부산 라이징 스타 | 2017.06.02~2018.06.11 | CK        |      |
| 3 | MVP                 | 2019.01.10~2019.12.02 | CK        |      |